# 谢尔日苏蒙福孔
谢尔日苏蒙福孔（法語：Cierges-sous-Montfaucon，法語發音：[sjɛʁʒ su mɔ̃fokɔ̃]，意为“蒙福孔下方的谢尔日”）是法国默兹省的一个市镇，属于凡尔登区。

## 地理
谢尔日苏蒙福孔（49°17'51"N, 5°5'36"E）面积9.15 平方千米，位于法国大東部大區默兹省，该省份为法国西北部内陆省份，北与比利时接壤，西接马恩省和阿登省，南至上马恩省和孚日省，东临默尔特-摩泽尔省。
与谢尔日苏蒙福孔接壤的市镇（或旧市镇、城区）包括：埃克塞尔蒙、屈内勒、埃皮农维尔、阿戈讷地区热讷、楠蒂卢瓦、罗马涅苏蒙福孔。

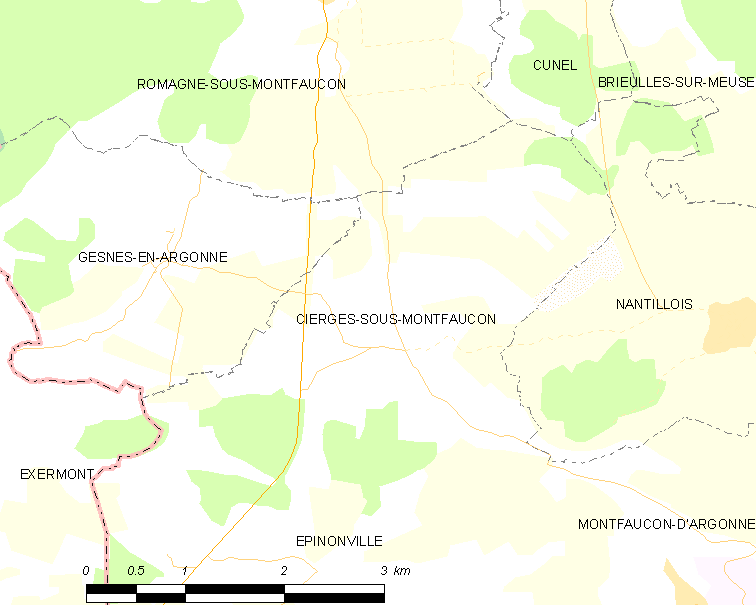
谢尔日苏蒙福孔的OSM定位图

谢尔日苏蒙福孔的时区为UTC+01:00、UTC+02:00（夏令时）。

## 行政
谢尔日苏蒙福孔的邮政编码为55270，INSEE市镇编码为55115。

## 政治
谢尔日苏蒙福孔所属的省级选区为阿戈讷地区克莱蒙县。

## 人口

1962-2008年间谢尔日苏蒙福孔人口变化图示

谢尔日苏蒙福孔于2022年1月1日时的人口数量为45人。